# Гарсайд, Гаррисон
Гаррисон Гарсайд (англ. Harrison Garside; род. 22 июля 1997, Фернтри-Галли, Мельбурн, Виктория, Австралия) — австралийский боксёр-любитель и профессионал, выступающий в лёгкой и в первой полусредней весовых категориях. Член сборной Австралии по боксу в 2010-х — 2020-х годах, бронзовый призёр Олимпийских игр (2020), чемпион Игр Содружества (2018), чемпион Тихоокеанских игр (2023), чемпион Океании (2017), победитель и призёр международных и национальных турниров в любителях. Среди профессионалов бывший чемпион Австралии (2022—2023) в лёгком весе.

## Биография
Гаррисон Гарсайд родился 22 июля 1997 года в небольшом городке Фернтри-Галли, в пригороде Мельбурна, в штате Виктория, в Австралии.
Кроме бокса последние несколько лет с 2019 года Гарсайд также занимается балетными танцами, которые помогают ему развивать силу в ногах, умение правильно переносить вес тела на разные ноги, координировать движения и развивают психологическую устойчивость.

## Любительская карьера

### 2019 год
На ЧМ 2019 года в Екатеринбурге (Россия) в 1/8 финала проиграл российскому боксеру Илье Попову со счётом 4:1 в весовой категории до 63 кг.

### 2020 год
На Олимпийских играх в Токио завоевал бронзовую медаль в весовой категории до 63.5 кг.  Победил в четвертьфинале Закира Сафиуллина. Первый раунд остался за Сафиуллиным со счетом 3:2, а во втором - уже трое были на стороне Гарсайда.

### 2023 год
В начале декабря 2023 года в Хониара (Соломоновы Острова), стал чемпионом Тихоокеанских игр в весе до 63,5 кг, где он в финале по очкам единогласным решением судей (3:0) победил боксёра с Фиджи Элиа Рокобули, и завоевал лицензию на Олимпийские игры 2024 года.

### 2024 год
В поединке 1/8 финала Олимпийских Игр в Париже в весовой категории до 63,5 килограммов Гарсайд встретился с  опытнейшим венгром Ричардом Ковачем и проиграл ему единогласным решением судей — 0:5. Таким образом, австралиец выбыл из олимпийской сетки на старте соревнований.

## Профессиональная карьера
22 декабря 2021 года дебютировал на профессиональном ринге, в лёгком весе (до 61,24 кг), победив техническим нокаутом в 1-м же раунде опытного боксёра с Фиджи Сачина Мудальяра (9-1).
6 апреля 2022 года провел второй бой против Мануэра А Матета (4-1) победив по очкам единогласным решением судей после 10 раундов боя. Завовевал пояс чемпиона Австралии. 
11 мая 2022 года в Ньюкасле, (Австралия) защитил титул против Лейтона Макферрана (5-1) победив техническим нокаутом в 7-м раунде. После прервал профессиональную карьеру чтобы подготовиться к олимпийскому отбору 2023 года и предстоящей Олимпиаде в Париже.
Вернулся в бокс 14 мая 2025 года в Сиднее (Австралия) в вечере No Limit Boxing Promotions против Чарли Белла (5-2, 2 КО). Соперники выдали зрелищный стартовый отрезок в котором обменивались ударами. Так же в первом раунде произошло столкновение головами послу которого у Гарсайта открылось глубокое рассечение. Благодаря умелой работе катмена рассечение по ходу боя почти не беспокоило фаворита. Поединок проходил в высоком темпе и в частом обмене ударами. Гарсайд был активней и точней оппонента, имел более высокую скорость и лучшую защиту. К 5-му раунду у Белла так же образовалась сечка. Между 5-м и 6-м раундом рефери решил остановил поединок. Белл был недовлен остановкой. ТКО5.

## Статистика профессиональных боёв
В таблице перечислены результаты всех поединков боксёров.
В каждой строке указан результат поединка. Дополнительно номер поединка обозначен цветом, который обозначает итог поединка. Расшифровка обозначений и цветов представлена в нижеследующей таблице.
| Пример | Расшифровка                     |
| ------ | ------------------------------- |
|        | Победа                          |
|        | Ничья                           |
|        | Поражение                       |
|        | Планируемый поединок            |
|        | Поединок признан несостоявшимся |
| КО     | Нокаут                          |
| ТКО    | Технический нокаут              |
| PTS    | Решение судей (по очкам)        |
| UD     | Единогласное решение судей      |
| MD     | Решение большинства судей       |
| SD     | Раздельное решение судей        |
| RTD    | Отказ от продолжения боя        |
| DQ     | Дисквалификация                 |
| NC     | Поединок признан несостоявшимся |

| 4 поединка, 4 победы (3 нокаутом). | 4 поединка, 4 победы (3 нокаутом). | 4 поединка, 4 победы (3 нокаутом). | 4 поединка, 4 победы (3 нокаутом). | 4 поединка, 4 победы (3 нокаутом).                                               | 4 поединка, 4 победы (3 нокаутом). | 4 поединка, 4 победы (3 нокаутом).                                                      |
| Бой                                | Рекорд                             | Дата боя                           | Соперник                           | Место проведения боя                                                             | Раундов, время                     | Дополнительно                                                                           |
| ---------------------------------- | ---------------------------------- | ---------------------------------- | ---------------------------------- | -------------------------------------------------------------------------------- | ---------------------------------- | --------------------------------------------------------------------------------------- |
| 3                                  | 3-0                                | 11 мая 2022                        | Лейтон Макферран (5-1).            | Newcastle Entertainment Centre, Бродмидоу, Ньюкасл, Новый Южный Уэльс, Австралия | TKO 7 (10), 2:07                   | Защитил титул чемпиона Австралии (1-я защита Гарсайда) в лёгком весе.                   |
| 2                                  | 2-0                                | 6 апреля 2022                      | Мануер Э Матет (4-1).              | Hordern Pavilion, Сидней, Новый Южный Уэльс, Австралия                           | UD 10 (10)                         | Счёт: 99-91, 98-92 (дважды). Завоевал вакантный титул чемпиона Австралии в лёгком весе. |
| 1                                  | 1-0                                | 22 декабря 2021                    | Сачин Мудальяр (9-1).              | The Star Event Centre, Сидней, Новый Южный Уэльс, Австралия                      | TKO 1 (6), 2:08                    | Профессиональный дебют.                                                                 |
| Бой                                | Рекорд                             | Дата боя                           | Соперник                           | Место проведения боя                                                             | Раундов, время                     | Дополнительно                                                                           |